# Casbah Club
Casbah Club je Mod rocková kapela založená v roce 2004. Tvoří ji zpěvák a kytarista Simon Townshend (bratr Petea Townshenda z The Who), basista Bruce Foxton (The Jam, Stiff Little Fingers), bubeník Mark Brzezicki (Procol Harum, Big Country) a rytmický kytarista Bruce Watson (Big Country). Dříve s nimi vystupoval i skotský zpěvák JJ Gilmour, v tomto období bylo vydáno živé album.
Watson kapelu opustil, aby se mohl soustředit na práci s Four Good Men, poté s Brzezickim and Tonym Butlerem vyjel na turné k 25. výročí Big Country.
V červnu 2006 Casbah Club vydali své debutové album Venustraphobia. Během onoho roku byli na turné s The Who, na kterém hrál Simon Townshend jako člen předkapely Casbah Club a také jako člen hlavní hvězdy The Who.
Od září 2008 má kapela přestávku, protože Simon Townshend koncertuje s The Who a Bruce Foxton s From The Jam.

## Discografie
- Eastworld (2004)
- Venustraphobia (2006)